# کارل هاینریش بکر

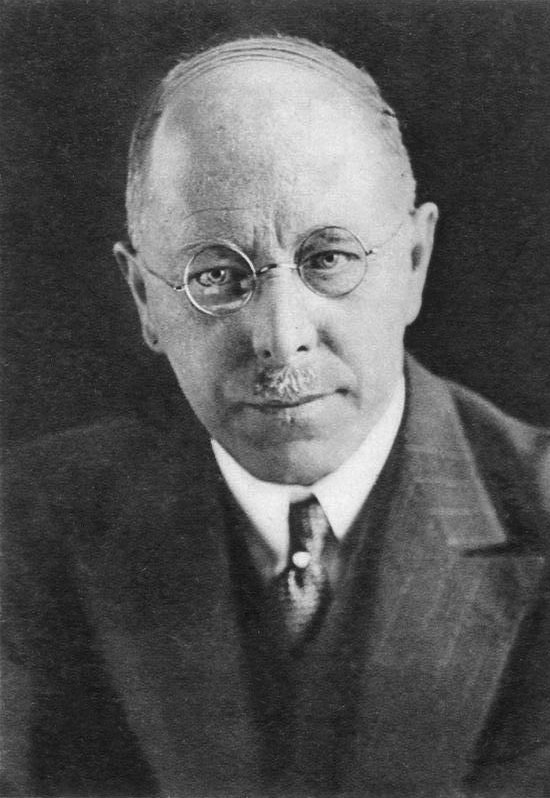
کارل هاینریش بکر

کارل هاینریش بکر (Carl Heinrich Becker) در ۱۲ آوریل ۱۸۷۶ در شهر آمستردام در خانواده ای از طبقه بورژوا به دنیا آمد. طبقه ای که در اروپای قرن ۱۹ نوعی سروری و سیادت بر سایر طبقات داشت وتا حد زیادی از ویژگی‌های طبقه خویش تأثیر پذیرفت.

## تحصیلات
تحصیلات دبیرستانی خودرا در «فرانکفورت» گذراند و سپس به دانشگاه «لوزان» وارد شد و بعدها در «هایدلبرگ» و دانشگاه «برلین» به تحصیل پرداخت و سرانجام به هایدلبرگ بازگشت و تا هنگام دریافت دکترای اول خود در سال ۱۸۹۹ در آنجا ماند. هنوز در دبیرستان بود که علاقه وافرش به علم الهیات نمایان گردید.

## استادان بکر
آدلبرت مرکس، اورنز، دیتریش که آثار فلسفی، دینی و تاریخی شان در تکوین شخصیت علمی بکر تأثیرگذار بود.
ماکس وبر جامعه‌شناس معروف و ارنست تریلیش فیلسوف و تاریخنگار

## تحقیقات
مجموعه مقالات وی تحت عنوان مطالعات اسلامی می‌آید و ظاهراً بحث انگیزترین مقالات او در زمینه فلسفه، تاریخ و تمدن و تاریخ ادیان بود. او در زمینه بررسی یک موضوع آن را به اجزای سازنده اش تفکیک نمی‌کند و با نگاهی تحلیل گرایانه به آن نمی‌نگرد؛ بلکه به صورت یک کل در نظر می‌گیرد و به جزئیاتش تنها به اعتبار آن که مظاهر و تجلیات یک روح کلی است، توجه می‌کند و آنها را جلوه‌های ظاهری جریان‌های مهم فرهنگی می‌داند. در نظر او، ضرورت مطالعه تاریخ کشف و شناسایی همین روح کلی است.

## دوران گشت و گذار علمی بکر
بکر به قصد تجربه اندوزی به سفرهای فراوان رفت و به مطالعه آثار خاورشناسان پرداخت.
در اوت سال ۱۹۰۰ به پاریس سفرکرد و در آنجا از نمایشگاه بین‌المللی که در پاریس بود، دیدن کرد.
به اسپانیا رفت و مطالعات شخصی خود را دربارهٔ شرق در کتابخانه معروف اسکوریال آغاز کرد و مدت یکماه و نیم به مطالعه نسخ خطی موجود در آن مشغول بود. کتاب الخیل ابن کلبی را استنساخ کرد و کتاب انساب الاشراف بلاذری را که مدت‌ها اشتیاق چاپ آن را داشت، مورد مطالعه عمیق قرار داد و کتاب مجمع الامثال از تاریخنگاران مصری از دیگر آثاری بودند که نظرشان را جلب کرد و پس از دیدار شهرهای تاریخی اسپانیا همچون قرطبه، اشبیلیه و غرناطه عازم قاهره شد.
در محضر یک استاد مصری به فراگیری زبان عربی پرداخت. در مصر به سیررو سیاحت پرداخت. ابتدا از صومعه‌های قدیمی آنتوان و قدیس پل دیدن کرد و سپس سفری طولانی به صعید داشت و از آنجا به خارطوم و وام درمان رفت. دیدار وی از مصر در آوریل ۱۹۰۱ به پایان رسید و در راه بازگشت به کشورش از ایتالیا، مناطق تاریخی یونان و استانبول دیدن کرد.
دوران گشت و گذار علمی بیشترین تأثیر را بر بکر داشت، مطالعه آثار خاورشناسان به نام آن روزگار بود. برخی از این آثار تأثیر قطعی بر گرایش‌های فکری و شیوه مطالعاتی او نهاد.
به عنوان مثال: کتاب بولیوس ولهاوزن با عنوان دولت عربی و انقراض آن تأثیر شایانی بر نظریات او گذاشت.
آثار ایگنتاس گلدزیهر بیشترین سهم را در زمینه اسلام در تکوین گرایش‌های فکری او داشت.
کتب کریستیان اسنوک هرخرونیه در زمینه فقه بر او تأثیرگذار بود.

## سمت استادی بکر
سمت استادیاری در دانشگاه «هایدلبرگ»
سمت استادی در انستیتو نوبنیادی از سوی دولت آلمان در هامبورگ؛ هدف این انستیتو: بررسی مسائل مربوط به استعمار و به قصد تربیت هیئت‌های حاکمه مقتدر و آگاه در اداره کشورهای مستعمره. در طول ۶ سال در این مؤسسه نظارت داشت، در سازماندهی و تقویت مؤسسه مزبور توفیق فراوان یافت و تا پاییز ۱۹۱۳که به «دانشگاه بن» دعوت شد، آنجا را ترک کرد.

## جنگ جهانی اول
در دوران جنگ تدریس را رها کرد و به مسائل سیاسی مربوط به شرق پرداخت. بکر در این زمان چند مقاله کوچک دربارهٔ مسائل سیاسی مربوط به شرق به نگارش درآورد که در آن برهه بر سیاست آلمان در قبال شرق بی تأثیر نبود و نخستین گام‌های جدی خودرا در عرصه سیاست برداشت.

## مسئولیت‌ها
- در سال ۱۹۱۶: مشاور آموزشی وزارت فرهنگ پروس
- در سال ۱۹۱۹: معاون وزیر
- در سال ۱۹۲۱: سمت وزیر علوم
- در سال ۱۹۲۵:مقام وزارت (تا هنگام استعفایش در سال ۱۹۳۰ در این سمت باقی ماند.

گرچه سمت استادی را رها کرده بود اما از فعالیت‌های مطالعاتی خود غفلت نورزید.

## سخنرانی‌های بکر
- یادبود صدمین سالگرد مرگ بتهوون
- برخی از سخنرانی‌ها به خاطر مسئولیتی که به عنوان وزیر فرهنگ داشت. مثل:
- «اصلاح آموزش عالی، وضعیت دانشگاه‌های آلمان، مسائل تربیتی، وظایف فرهنگی و سیاسی در دولت.»
- اداره مجله Der Islam که خود بنیانگذار او بود.
- در سال ۱۹۳۰ از وزارت دست کشید و در سه سال باقی عمرش به مطالعه خاورشناسی مشغول بود.

## بکر، بنیانگذار مجله اسلام
مجله معروف اسلام را در سال ۱۹۱۰ بنیان نهاد و تا هنگام مرگ خود مسئولیت آن را برعهده داشت. انتشار این مجله که از مجلات مهم در مطالعات اسلامی است، تاکنون ادامه یافته و درسال ۱۹۱۳ به همکاری هلموت ریتر «سمینار تاریخ و فرهنگ شرق» را در دانشگاه بن برگزار کرد.

## ویژگی منطقی اسلام از دیدگاه بکر
بکر ویژگی منطقی اسلام را در توحیدی بودن آن می‌داند و در بحث رویارویی جهان اسلام با اروپا بر آن است که اسلام با وجود واکنش شدید در برابر تفکر جدید اروپایی، دارای قابلیت انطباق تدریجی است. او از تلاش احیاگران مسلمان در ارائه تفسیری نوین از قرآن و شریعت نتیجه می‌گیرد که آینده شرق از آن اسلام خواهد بود.
اگرچه بکر بر اساس دیدگاه خاص خویش ریشه تمامی این پیشرفت هارا تفکر یونان می‌داند، اما تأکید می‌کند که شرق هیچگاه اروپایی یا غربی نشده و نخواهد شد، و تفاوت بین این دو پابرجا خواهد ماند.

## آثار مهم
- مجموعه آثار دربارهٔ تاریخ مصر در دوره اسلامی (لایپزیگ)
- مسیحیت و اسلام (توبینگن)
- آیا اسلام برای ما خطرناک است؟ (لایپزیگ)
- حکومت و تبلیغ در سیاست اسلامی (برلین)
- مطالعات اسلامی۲ج (لایپزیگ): که فصل‌هایی از آن به تاریخ فرهنگی دوره خلافت، اسلام و مسیحیت، مسائل اقتصادی اسلام بویژه در مصر و آفریقا اختصاص دارد.

ده‌ها مقاله که در مجله اسلام و دایزه المعارف اسلام تألیف کرده‌است.

## درگذشت
بکر در ۱۰ فوریه ۱۹۳۳ در آلمان درگذشت.